# Crónica do Tempo
Crónica do Tempo é uma série de televisão portuguesa exibida em 1992 pela RTP e produzida pela Atlântida Estúdios.

## Elenco
- Armando Cortez
- Rosa Lobato de Faria
- José Boavida
- Paula Mora
- Mané Ribeiro
- Álvaro Faria
- Filomena Gonçalves
- Manuela Marle
- Catarina Matos
- Victor Rito
- Sílvia Brito
- Paulo César
- Luís Mata
- Gracinda Nave
- João Rodrigo
- Fernanda Alves
- Ilda Roquete
- Margarida Reis
- Rosa Alexandra
- Jorge de Sousa Costa
- Carlos Rodrigues
- Tozé Martinho